# Nazionale maschile di hockey su prato della Corea del Sud
La nazionale di hockey su prato della Corea del Sud (o semplicemente della Corea) è la squadra di hockey su prato rappresentativa della Corea del Sud ed è posta sotto la giurisdizione della Korea Hockey Association.

## Partecipazioni

### Mondiali
- 1971 – non partecipa
- 1973 – non partecipa
- 1975 – non partecipa
- 1978 – non partecipa
- 1982 – non partecipa
- 1986 – non partecipa
- 1990 – non partecipa
- 1994 – 8º posto
- 1998 – 7º posto
- 2002 – 4º posto
- 2006 – 4º posto
- 2010 – 6º posto
- 2014 – 10º posto
- 2018 – non partecipa

### Olimpiadi
- 1908-1984 – non partecipa
- 1988 - 10º posto
- 1992 - non partecipa
- 1996 - 5º posto
- 2000 - 2º posto
- 2004 - 8º posto
- 2008 - 6º posto

### Champions Trophy
- 1978-1996 – non partecipa
- 1997 – 6º posto
- 1998 – 4º posto
- 1999 – 2º posto
- 2000 – 3º posto
- 2001 – 6º posto
- 2002 – 6º posto
- 2003 – non partecipa
- 2004 - non partecipa
- 2005 – non partecipa
- 2006 – non partecipa
- 2007 – 4º posto
- 2008 – 6º posto

### Hockey Asia Cup
- 1982 - ?
- 1985 - 3º posto
- 1989 - 3º posto
- 1994 - Campione
- 1999 - Campione
- 2003 - 3º posto
- 2007 - 2º posto